# Кулла (Дагестан)
Кулла — село в Гунибском районе Дагестана. Входит в состав сельского поселения Сельсовет Бацадинский.

## География
Расположено в 9 км к юго-западу от районного центра с. Гуниб, на р. Каракойсу.

## Население
1886 г. — 557 чел.

1926 г. — 429 чел.
| 1888 | 1895 | 1926 | 1939 | 1970 | 1989 | 2002 |
| ---- | ---- | ---- | ---- | ---- | ---- | ---- |
| 557  | ↗590 | ↘423 | ↗477 | ↘256 | ↘64  | ↗68  |
| 2007 | 2010 | 2021 |      |      |      |      |
| ↘64  | ↘31  | ↗112 |      |      |      |      |